# Steel Panther
Gli Steel Panther sono una band heavy metal statunitense fondata a Los Angeles nel 2000.
Il gruppo nasce come parodia delle più famose band della scena hair metal degli anni ottanta come Mötley Crüe, Guns N' Roses e Poison sbeffeggiando lo stile di vita "sesso, droga e rock 'n roll" che ha caratterizzato queste ultime; sono inoltre note le collaborazioni del gruppo con altri esponenti della scena rock e metal contemporanea, sia nelle registrazioni che nei live.

## Storia
Gli Steel Panther si sono ironicamente presentati come una band hair metal che non riuscì a raggiungere il successo negli anni ottanta, tant'è che nella biografia sul sito ufficiale si legge che il gruppo è attivo sin dal 1988. Con grandi parrucche appuntite, vestiti di pelle, strumenti zebrati e con una buona dose di machismo, la loro ironia unita alle reali capacità musicali li portò ad ottenere presto un inaspettato successo con concerti tutto esaurito e una grande esposizione verso la scena mainstream.
Il quartetto iniziò a farsi notare nel circuito della Sunset Strip attorno al primo periodo del nuovo millennio sotto il nome di "Metal Shop" (precedentemente "Danger Kitty", nome con cui pubblicarono nel 2001 il singolo promozionale Love Rocket, poi cambiato in Metal Skool e ancora in Steel Panther) con una formazione composta dal cantante Ralph Saenz ("Michael Starr"), il batterista Darren Leader ("Stix Zadinia"), il bassista Travis Haley ("Lexxi Foxx") e il chitarrista Russ Parrish ("Satchel"). Due dei membri erano già noti per aver fatto parte di alcune importanti formazioni: il frontman Michael Starr aveva infatti militato negli L.A. Guns tra il 1997 e il 1998 riuscendo a pubblicare con la storica formazione losangelina un EP di sei tracce intitolato Wasted, mentre ancor prima di questa esperienza aveva raggiunto una certa notorietà ad Hollywood per essere stato la voce di una tribute band dei Van Halen chiamata Atomic Punks; il chitarrista Satchel era invece noto per aver partecipato al progetto War & Peace del bassista Jeff Pilson (ex Dokken) e per aver fatto parte dei Fight, gruppo di Rob Halford fondato da quest'ultimo nei primi anni novanta dopo l'abbandono dei Judas Priest. Lo stesso Parrish era inoltre membro degli Atomic Punks assieme a Saenz.
Nel 2003 pubblicano l'EP Hole Patrol, il debutto discografico autoprodotto per il quale venne girato anche un video promozionale del brano Fat Girl (Thar She Blows). Questo portò al gruppo alcuni vantaggi: la band si preparò a recitare il ruolo che li avrebbe portati al successo in una pubblicità della Discover Card, apparirono nella sitcom Drew Carey Show nel ruolo di se stessi e il loro brano FF venne usato come tema musicale per il programma di MTV Fantasy Factory. Con il crescere della loro popolarità il pubblico di Hollywood iniziò a frequentare i loro show apparendo on-stage: tra i vari ospiti intervenuti ai loro concerti figurano Criss Angel, Kenny Loggins, Paul Stanley, Corey Taylor, David Draiman, Drew Carey, Jerry Cantrell, Justin Hawkins, Kelly Clarkson, Phil Anselmo, M. Shadows, Billy Ray Cyrus, Tom Morello, Pink e Avril Lavigne.
Gli Steel Panther riuscirono a diventare tra le tribute band più popolari del circuito californiano, vincendo il premio "Best Tribute Band in the Universe"; il gruppo decise quindi di cambiare nome da Metal Skool a Steel Panther nell'aprile 2008 ri-debuttando con un concerto al The Rockin' Saddle Club di Redlands. Nel maggio 2008 il gruppo firmò un contratto con la Republic Records (sottoetichetta della Universal) annunciando i piani per un album. Il primo singolo, Death to All But Metal, viene reso disponibile su iTunes a partire dal 27 gennaio 2009 mentre l'album di debutto Feel the Steel è stato pubblicato il 9 giugno dello stesso anno sotto la produzione di Jay Ruston.
Il 31 ottobre 2011 è stato pubblicato il secondo album della band, Balls Out, preceduto dai singoli If You Really, Really Love Me e 17 Girls in a Row; il disco ha ottenuto ottimi riscontri, piazzandosi nella prima settimana alla quarantesima posizione della classifica Billboard 200 e vendendo dodicimila copie.
Il 1º aprile 2014 è stato pubblicato All You Can Eat, annunciato nel settembre 2013, da cui sono stati estratti i singoli Party Like Tomorrow is the End of the World, The Burden of Being Wonderful, Glory Hole e Pussywhipped; la versione giapponese dell'album contiene la bonus track People are Stoopid. Vivian Campbell, chitarrista dei Def Leppard, ha collaborato con il gruppo nella canzone Gangbang at the Old Folks Home.
Il 30 settembre 2016 il gruppo annuncia la pubblicazione di Lower the Bar, loro quinto album, prevista per il 24 febbraio 2017; nello stesso giorno pubblicano il video per il primo singolo estratto dall'album, She's Tight, cover dei Cheap Trick.
L'8 luglio 2019 viene pubblicato All I Wanna Do Is Fuck (Myself Tonight), primo singolo del successivo album Heavy Metal Rules in uscita il 27 settembre seguente; il secondo singolo, Always Gonna Be a Ho, viene pubblicato il 9 agosto, seguito da Gods of Pussy il 6 settembre e Let's Get High Tonight il 21 aprile 2020.
Il 17 luglio 2021 il gruppo annuncia, con un video sul proprio canale YouTube e su tutti i propri social, la fuoriuscita dalla band del bassista Lexxi Foxx.
Nell'autunno 2022 viene annunciato il sesto album On the Prowl, pubblicato il 24 febbraio 2023.

## Formazione
- Michael Starr (Ralph Saenz) - voce (2000-presente)
- Satchel (Russ Parrish) - chitarra (2000-presente)
- Spyder (Joe Lester) - basso (2022-presente) (Nel 2018 e 2021 come turnista)
- Stix Zadinia (Darren Leader) - batteria (2003-presente)

### Ex componenti
- Ray Luzier - batteria (2000-2003)
- Lexxi Foxx (Travis Haley) - basso (2000-2021)

## Discografia

### EP
- 2003 – Hole Patrol (come Metal Shop)

### Album in studio
- 2009 – Feel the Steel
- 2011 – Balls Out
- 2014 – All You Can Eat
- 2017 – Lower the Bar
- 2019 – Heavy Metal Rules
- 2023 – On the Prowl

### Singoli
- 2001 – Love Rocket (come Danger Kitty)
- 2009 – Death to All but Metal
- 2009 – Community Property
- 2009 – Girl From Oklahoma
- 2009 – Fat Girl
- 2011 – If You Really Really Love Me
- 2011 – 17 Girls in a Row
- 2013 – Party Like Tomorrow Is the End of the World
- 2014 – The Burden of Being Wonderful
- 2014 – Gloryhole
- 2014 – You're Beautiful When You Don't Talk
- 2016 – She's Tight
- 2019 – All I Wanna Do Is Fuck (Myself Tonight)
- 2019 – Always Gonna Be a Ho
- 2020 – Fuck 2020
- 2021 – Beautiful Girls/D.O.A.[14]
- 2022 – Never Too Late (To Get Some Pussy Tonight)[13]
- 2022 – 1987[15]
- 2023 – Friends with Benefits[16]